# Skæring
Skæring is een buitenwijk van de Deense stad Aarhus. Het ligt op ongeveer 10 km ten noordoosten van het centrum, aan de kust.